# Hrvoje Sunara
Hrvoje Sunara (Split, 4. svibnja 1979.), nekadašnji Hajdukov vratar, rođeni Splićanin. Za Bile je od 1999 do 2004, 61 puta stao među vratnice, i to 12 puta na prvenstvenim utakmicama, 7 kupskih, pet europskih i 37 prijateljskih utakmica.
Karijeru i započinje u Hajduku, a prvi službeni nastup ima protiv Zagreba u Splitu 21. veljače 1999.
Godine 2004. napušta Hajduk i odlazi u nekoliko klubova: Hapoel Be'er Sheva (IZR), NK Pomorac, NK Slavonac Stari Perkovci, NK Karlovac i na kraju u RNK Split.

## Sunara u Hajduku
uz već spomenuti 1. nastup protiv Zagreba koji je u korist domaćina s 1:0, svoj sljedeći nastup čekat će sve do utakmice s Varteksom 30. lisopada 1999. (2:0) u Splitu, a onda sve do sezone 2001/02 kad Hajduk ugoščue Rijeku i pobjeđuje s 4:1. Cijelo to vrijeme vratnice su čuvali Pletikosa i Gabrić, nakon čega opet nastaje stanka do sljedeće sezone 2002/03 uz opet samo 1 nastup i to sa Slaven Belupom u Koprivnici kada Hajduk gubi s 1:0. Tek će 2003/04 provesti više na vratima Hajduka, pa brani 8 puta te sezone. Prva je protiv Cibalije u Vinkovcima (2:3), dalje Hajduk - Varteks (2:0), Dinamo - Hajduk (1:0), Hajduk – Marsonija (5:0), Rijeka - Hajduk (1:2), Hajduk - Osijek (2:0), Slaven Belupo – Hajduk  (1-1), i posljednja Varteks-Hajduk 2:0.
Sunara je u 12 prvenstvenih nastupa za Hajduk primio 9 zgoditaka.
Statistika u Hajduku
| Natjecanje        | Nastupi | Zgoditci |
| ----------------- | ------- | -------- |
| Prvenstvo         | 12      | 0        |
| Kup               | 7       | 0        |
| Superkup          | 0       | 0        |
| Međunarodne       | 5       | 0        |
| Splitski podsavez | 0       | 0        |
| Ukupno            | 24      | 0        |
| Prijateljske      | 37      | 0        |
| Sveukupno         | 61      | 0        |